# Comté d'Adams (Illinois)
Pour les articles homonymes, voir Comté d'Adams.
Le comté d'Adams est un comté situé dans l'État de l'Illinois, aux États-Unis. En 2020, sa population est de 65 737 habitants. Son siège de comté est Quincy.

## Démographie
Lors du recensement de 2010, le comté comptait une population de 67 103 habitants. Elle est estimée, en 2016, à 66 578 habitants.

## Personnalités liées
- George W. Lucas, soldat américain y est né en 1845